# Schnellkampfgeschwader 10
La Schnellkampfgeschwader 10 (SKG 10) (10e escadron rapide de bombardement) est une unité d'attaque au sol de la Luftwaffe pendant la Seconde Guerre mondiale. 

## Opérations
Le SKG 10 a mis en œuvre principalement des avions Focke-Wulf Fw 190A.

## Organisation

### Stab. Gruppe
Le Stab./SKG 10 est formé le 1er décembre 1942 à Saint-André.

Le 18 octobre 1943, il est renommé Stab/SG 10.
Geschwaderkommodore (Commandant de l'escadron) :
| Début           | Fin             | Grade | Nom                                  |
| --------------- | --------------- | ----- | ------------------------------------ |
| Décembre 1942   | 15 juillet 1943 | Major | Günther Tonne (en)                   |
| Juillet 1943    | Juillet 1943    | Major | Helmut Viedebantt (en) (par intérim) |
| 16 juillet 1943 | 18 octobre 1943 | Major | Heinz Schumann                       |

### I. Gruppe
Formé le 1er décembre 1942 à Saint-André avec :
- Stab I./SKG 10 nouvellement créé
- 1./SKG 10 nouvellement créé
- 2./SKG 10 nouvellement créé
- 3./SKG 10 nouvellement créé

Le I./SKG 10 opère comme III./KG 51 à partir du 30 juin 1944, mais n'est pas officiellement renommé III./KG 51 avant le 20 octobre 1944 avec :
- Stab I./SKG 10 devient Stab III./KG 51
- 1./SKG 10 devient 7./KG 51
- 2./SKG 10 devient 8./KG 51
- 3./SKG 10 devient 9./KG 51

Gruppenkommandeure (Commandant de groupe) :
| Début            | Fin              | Grade     | Nom                   |
| ---------------- | ---------------- | --------- | --------------------- |
| ?                | 13 mai 1943      | Hauptmann | Wilhelm Schürmann     |
| 13 mai 1943      | 5 juin 1943      | Hauptmann | Heinrich Brücker (en) |
| 5 juin 1943      | 30 juillet 1943  | Hauptmann | Edmund Kraus          |
| 30 juillet 1943  | 1er octobre 1943 | Hauptmann | Wolrad Gerlach        |
| 1er octobre 1943 | 20 octobre 1944  | Hauptmann | Kurt Dahlmann (en)    |

### II. Gruppe
Formé le 28 décembre 1942 à Caen-Carpiquet  avec :
- Stab II./SKG 10 nouvellement créé
- 4./SKG 10 nouvellement créé
- 5./SKG 10 nouvellement créé
- 6./SKG 10 nouvellement créé

Le 18 octobre 1943, le II./SKG 10 est renommé II./SG 4 avec :
- Stab II./SKG 10 devient Stab II./SG 4
- 4./SKG 10 devient 4./SG 4
- 5./SKG 10 devient 5./SG 4
- 6./SKG 10 devient 6./SG 4

Gruppenkommandeure :
| Début       | Fin             | Grade     | Nom                     |
| ----------- | --------------- | --------- | ----------------------- |
| ?           | 10 avril 1943   | Hauptmann | Heinz Schumann          |
| 17 mai 1943 | Juillet 1943    | Major     | Helmut Viedebantt (en)  |
| Août 1943   | 18 octobre 1943 | Hauptmann | Hanns-Jobst Hauenschild |

### III. Gruppe
Formé le 15 décembre 1942 à Sidi Ahmed  à partir du III./ZG 2 avec :
- Stab III./SKG 10 à partir du Stab III./ZG 2
- 7./SKG 10 à partir du 7./ZG 2
- 8./SKG 10 à partir du 8./ZG 2
- 9./SKG 10 à partir du 9./ZG 2

Le 18 octobre 1943, le III./SKG 10 est renommé III./SG 4 avec :
- Stab III./SKG 10 devient Stab III./SG 4
- 7./SKG 10 devient 7./SG 4
- 8./SKG 10 devient 8./SG 4
- 9./SKG 10 devient 9./SG 4

Gruppenkommandeure :
| Début         | Fin             | Grade     | Nom                    |
| ------------- | --------------- | --------- | ---------------------- |
| Décembre 1942 | Février 1943    | Hauptmann | Hans-Jobst Hauenschild |
| Février 1943  | 18 octobre 1943 | Hauptmann | Fritz Schröter         |

### IV. Gruppe
Formé le 10 avril 1943 à Cognac à partir du 10./JG 2 et du 10./JG 54 avec :
- Stab IV./SKG 10 nouvellement créé
- 10./SKG 10 nouvellement créé
- 11./SKG 10 nouvellement créé
- 12./SKG 10 nouvellement créé
- 13./SKG 10 à partir du 10.(Jabo)/JG 2
- 14./SKG 10 à partir du 10.(Jabo)/JG 54

Apparemment, les 2 Staffeln 13. et 14./SKG 10 sont vite dissous, et répartis entre les 3 autres staffeln.
Le 18 octobre 1943, le IV./SKG 10 est renommé II./SG 10 avec :
- Stab IV./SKG 10 devient Stab II./SG 10
- 10./SKG 10 devient 4./SG 10
- 11./SKG 10 devient 5./SG 10
- 12./SKG 10 devient 6./SG 10

Gruppenkommandeure :
| Début         | Fin             | Grade     | Nom            |
| ------------- | --------------- | --------- | -------------- |
| 10 avril 1943 | 13 mai 1943     | Hauptmann | Götz Baumann   |
| 13 mai 1943   | 16 juillet 1943 | Major     | Heinz Schumann |
| Juillet 1943  | Octobre 1943    | Hauptmann | Götz Baumann   |

### Ergänzungsstaffel
Formé en novembre 1942 à Cognac.

En septembre 1943, il est renommé 3./Erg.Schlachtgruppe.
Staffelkapitäne :
| Début         | Fin            | Grade     | Nom            |
| ------------- | -------------- | --------- | -------------- |
| ?             | ?              | ?         | ?              |
| 20 avril 1943 | Septembre 1943 | Hauptmann | Lothar Krutein |